# Alimpiusz (Gusiew)
Alimpiusz, imię świeckie Aleksandr Kapitonowicz Gusiew (ur. 1929 w Niżnym Nowogrodzie, zm. 31 grudnia 2003) – rosyjski biskup staroobrzędowców-popowców, zwierzchnik Rosyjskiej Prawosławnej Cerkwi Staroobrzędowej w latach 1986-2003.

## Życiorys
Dzieciństwo i młodość spędził w Łyskowie, wychowany przez rodziców (Kapitona i Aleksandrę Gusiewów) w duchu głęboko religijnym. Miał dwóch braci i trzy siostry. Jego rodzice po 1936 przyjęli do swojego domu żonę aresztowanego duchownego staroobrzędowego, Marfę Gorszkową, zaś w 1942 nielegalnie zorganizowali w domu cerkiew św. Jana Teologa (świątynia starowierów w Łyskowie została wcześniej zniszczona na polecenie władz stalinowskich). W latach 1949–1953 Aleksandr Gusiew odbywał zasadniczą służbę wojskową w bazie marynarki wojennej w Kronsztadzie. 
W 1967 przyjął święcenia diakońskie, zaś w 1985 został wyświęcony na kapłana. W tym samym roku złożył wieczyste śluby mnisze z imieniem Alimpiusz. 5 stycznia 1986 w soborze Przemienienia Pańskiego w Klincach został wyświęcony na biskupa klincowskiego i rżewskiego, jako konsekratorzy w obrzędzie wzięli udział biskup doński i kaukaski Anastazy oraz biskup kijowski i winnicki Eutychiusz. W ciągu dwóch miesięcy po wyświęceniu biskupa Alimpiusza zmarli biskup Anastazy oraz zwierzchnik Kościoła, arcybiskup moskiewski i całej Rusi Nikodem. Jedynymi hierarchami Rosyjskiej Prawosławnej Cerkwi Staroobrzędowej był biskup kijowski Eutychiusz i właśnie niedawno wyświęcony Alimpiusz. W 1986 otrzymał on godność arcybiskupa i stanął na czele Cerkwi staroobrzędowej. 
Alimpiusz osobiście odwiedzał parafie staroobrzędowe w całym kraju, zaś w 1987 wznowił kontakty z Cerkwią staroobrzędową Rumunii. Rok później Uświęcony Sobór Rosyjskiej Prawosławnej Cerkwi Staroobrzędowej nadał mu godność metropolity moskiewskiego i całej Rusi. W okresie sprawowania przez niego urzędu w Rosji powstało ponad 100 nowych starowierskich placówek duszpasterskich, dokonano chirotonii siedmiu biskupów, ponownie otwarto klasztory. 
Zmarł w 2003 i został pochowany na Cmentarzu Rogożskim.